# Wapen van Montigny-le-Tilleul

Wapen van Montigny-le-Tilleul

Het wapen van Montigny-le-Tilleul is het gemeentelijke wapen van de Belgische gemeente Montigny-le-Tilleul. De Henegouwse gemeente kreeg het wapen toegekend in 1982.

## Geschiedenis
De schepenen van de plaats Montigny-le-Tilleul voerden rond 1785 een wapen met daarop een lindenboom, in het Frans tilleul. Dat wapen was dus een sprekend wapen. De fusiegemeente Montigny-le-Tilleul ontstond in 1977 na een fusie tussen de gemeenten Landelies en Montigny -le-Tilleul. De beide voormalige gemeenten voerden geen eigen wapen. Het wapen werd op 28 oktober 1982 aan de fusiegemeente Montigny-le-Tilleul toegekend. De lindeboom wordt in het wapen beladen met het wapen van graaf Willem-Jozef van Loon (Frans: Looz), de laatste heer van Landelies.

## Blazoenering
De beschrijving van het wapen luidt als volgt:
D'or à un arbre au naturel terrasse de sinople, chargé et abîme d'un écu écartelé; aux 1 et 4. burelé d'or et de gueules de dix pièces (Looz), aux 2 et 3 d'argent à deux fasces de sable (Diest) et sur le tout d'hermine à deux fasces de gueules (Corswarem).
Van goud een boom van natuurlijke kleur op een terras van sinopel, beladen met een afgerond en  gekwartierd schild; 1 en 4 gedwarsbalkt goud en keel van 10 stukken (Looz), op 2 en 3 van zilver twee dwarsbalken van sabel (Diest) en over alles van hermelijn twee dwarsbalken van keel (Corswarem).
De heraldische kleuren zijn goud (geel), natuurlijke kleur, sinopel (groen), keel (rood), zilver (wit), sabel (zwart) en hermelijn. Het wapen heeft geen externe ornamenten zoals een kroon of schildhouders.

## Overeenkomstige wapens
Op historische gronden kunnen de volgende wapens met die van Montgny-le-Tilleul vergeleken worden:

Graafschap Loon
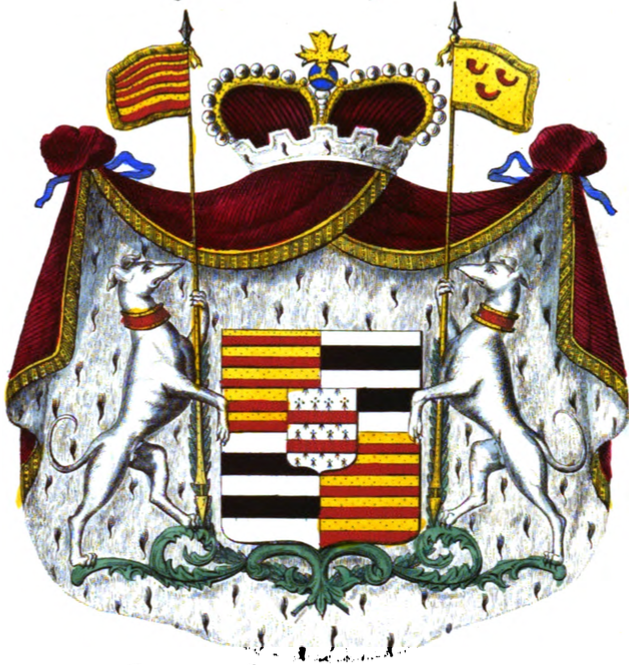
Het wapen van het geslacht Looz-Corswarem.
Het originele wapen van Looz-Corswarem